# نعمة أبو وردة
نعمة أبو وردة هي مقدمة البرنامج المالي الأسبوعي وتقرير الأعمال في الشرق الأوسط اللذان يصدران عن محطة الإذاعة العالمية بي بي سي BBC في دبي. كما عملت في الفينانشل تايمز سابقًا وقناة الجزيرة. ولها مقالات في مجلة فوربس.
وهي أيضًا المؤسسة لخدمة ام زون (Mzone) الاستشارية الخاصة بتقديم الدراسات والاستشارات الإعلامية والتجارية في العالم العربي. وهي مؤسسة موقع كاشي (cashy.me). وهي عضو منتخب في مجلس برلمان العالم لمنتجي التاريخ وهي تجيد عدة لغات.

## وصلات خارجية
- http://www.bbcworld.com/content/template_clickpage.asp?pageid=2674
- نعمة أبو وردة - مؤسس موقع cashy.me تلفزيون الآن، 8 مارس 2012
- موقع كاشي